# Provincia di Yasothon
La provincia di Yasothon (in thailandese จังหวัดยโสธร, Changwat Yasothon) è in Thailandia e fa parte del gruppo regionale della Thailandia del Nordest. Si estende per 4.162 km² e a tutto il 2020 aveva 534 500 abitanti. Il capoluogo è il distretto di Mueang Yasothon, dove si trova la città principale Yasothon.

## Geografia antropica

Mappa degli amphoe

La provincia è suddivisa in 9 distretti (amphoe). Questi a loro volta sono suddivisi in 78 sottodistretti (tambon) e 835 villaggi (muban).
| 1. Mueang Yasothon 2. Sai Mun 3. Kut Chum 4. Kham Khuean Kaeo 5. Pa Tio | 1. Maha Chana Chai 2. Kho Wang 3. Loeng Nok Tha 4. Thai Charoen |

### Amministrazioni comunali
A tutto il 2020, non vi era alcun comune della provincia con lo status di città maggiore (thesaban nakhon) e l'unico che rientrava tra le città minori (thesaban mueang) era Yasothon, che aveva 20 232 residenti. Erano inoltre presenti 23 municipalità di sottodistretto (thesaban tambon), tra le più popolose delle quali vi erano Sai Mun (con 6 270 residenti) e Kut Chum Pattana (4 846). Nell'aprile 2020, le aree che non ricadevano sotto la giurisdizione delle amministrazioni comunali erano governate da un totale di 63 "Organizzazioni per l'amministrazione del sottodistretto" (ongkan borihan suan tambon).